# Delia recurva
Delia recurva este o specie de muște din genul Delia, familia Anthomyiidae. A fost descrisă pentru prima dată de Malloch în anul 1919. Conform Catalogue of Life specia Delia recurva nu are subspecii cunoscute.